# 국제우주대회

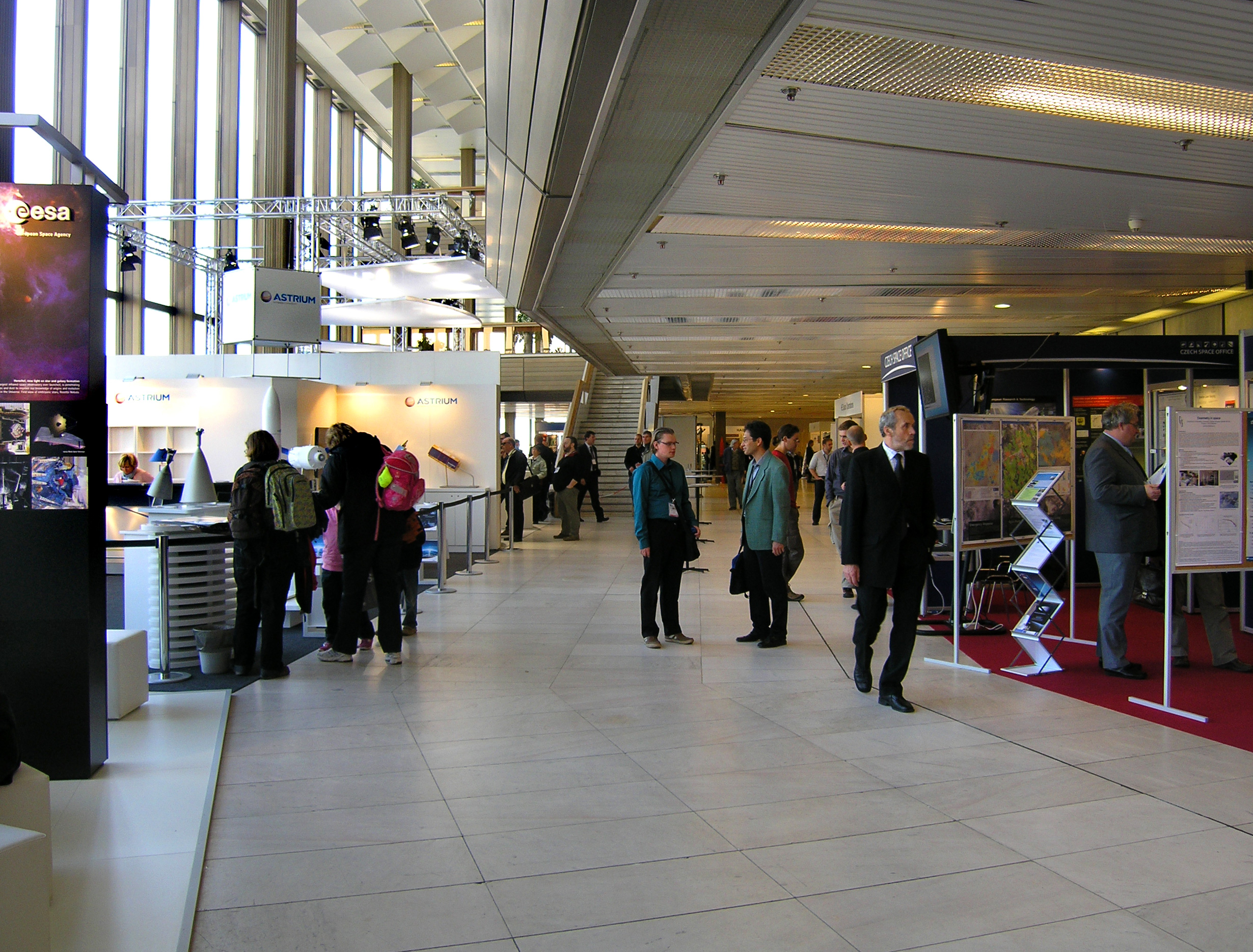
61차 국제우주대회(프라하, 2010년)

국제우주대회(IAC, International Astronautical Congress)는 IAF 회원국에서 매년 10월 상순 IAF, IAA, IISL에 의해 개최되는 천문 대회다.

## 개최지
- 2020년 71차 -  아랍에미리트 두바이
- 2019년 70차 -  미국 워싱턴DC
- 2018년 69차 -  독일 브레멘
- 2017년 68차 -  오스트레일리아 애들레이드
- 2016년 67차 -  멕시코 과달라하라
- 2015년 66차 -  이스라엘 예루살렘
- 2014년 65차 -  캐나다 토론토
- 2013년 64차 –  중화인민공화국 북경
- 2012년 63차 –  이탈리아 나폴리(10월 1일-10월 5일)
- 2011년 62차 –  남아프리카 공화국 케이프타운(10월 3일-10월 7일)
- 2010년 61차 –  체코 프라하(9월 27일-10월 1일)
- 2009년 60차 –  대한민국 대전(10월 12일-10월 16일)
- 2008년 59차 –  영국 글래스고(9월 29일-10월 3일)
- 2007년 58차 –  인도 하이데라바드(9월 24일-9월 28일)
- 2006년 57차 –  스페인 발렌시아(10월 2일-10월 6일)
- 2005년 56차 –  일본 후쿠오카(10월 16일-10월 21일)
- 2004년 55차 –  캐나다 벤쿠버(10월 4일-10월 8일)
- 2003년 54차 –  독일 브레멘(9월 29일-10월 3일)
- 2002년 53차 –  미국 텍사스주 휴스턴(10월 10일-10월 19일)
- 2001년 52차 –  프랑스 툴루즈(10월 1일-10월 5일)
- 2000년 51차 –  브라질 리우데자네이루(10월 2일-10월 6일)
- 1999년 50차 –  네덜란드 암스테르담(10월 4일-10월 8일)
- 1998년 49차 –  오스트레일리아 멜버른(9월 28일-10월 2일)
- 1997년 48차 –  이탈리아 토리노(10월 6일-10월 10일)
- 1996년 47차 –  중화인민공화국 북경(10월 7일-10월 11일)
- 1995년 46차 –  노르웨이 오슬로(10월 2일-10월 6일)
- 1994년 45차 –  이스라엘 예루살렘(10월 9일-10월 14일)
- 1993년 44차 –  오스트리아 그라츠(10월 16일-10월 22일)
- 1992년 43차 –  미국 워싱턴 D.C.(8월 28일-9월 5일)
- 1991년 42차 –  캐나다 몬트리올(10월 5일-10월 11일)
- 1990년 41차 –  독일 드레스덴(10월 6일-10월 12일)
- 1989년 40차 –  스페인 말라가(10월 7일-10월 13일)
- 1988년 39차 –  인도 방갈로르(10월 8일-10월 15일)
- 1987년 38차 –  영국 브라이턴(10월 10일-10월 17일)
- 1986년 37차 –  오스트리아 인스부르크(10월 4일-10월 11일)
- 1985년 36차 –  스웨덴 스톡홀름(10월 7일-10월 12일)
- 1984년 35차 –  스위스 로잔(10월 8일-10월 13일)
- 1983년 34차 –  헝가리 부다페스트
- 1982년 33차 –  프랑스 파리(9월 27일-10월 2일)
- 1981년 32차 –  이탈리아 로마
- 1980년 31차 –  일본 동경
- 1979년 30차 –  독일 뮌헨
- 1978년 29차 –  유고슬라비아 두브로브니크
- 1977년 28차 –  체코슬로바키아 프라하
- 1976년 27차 –  미국 캘리포니아주 애너하임(10월 10일-10월 16일)
- 1975년 26차 –  포르투갈 리스본
- 1974년 25차 –  네덜란드 암스테르담
- 1973년 24차 –  소련(지금의 아제르바이잔)바쿠
- 1972년 23차 –  오스트리아 빈
- 1971년 22차 –  벨기에 브뤼셀
- 1970년 21차 –  독일 콘스탄츠
- 1969년 20차 –  아르헨티나 마르델플라타
- 1968년 19차 –  미국 뉴욕
- 1967년 18차 –  유고슬라비아 베오그라드
- 1966년 17차 –  스페인 마드리드
- 1965년 16차 –  그리스 아테네(10월 13일-10월 18일)
- 1964년 15차 –  폴란드 바르샤바(9월 7일-9월 12일)
- 1963년 14차 –  프랑스 파리(9월 25일-10월 1일)
- 1962년 13차 –  불가리아 바르나 주 바르나
- 1961년 12차 –  미국 워싱턴 D.C.
- 1960년 11차 –  스웨덴 스톡홀름
- 1959년 10차 –  영국 런던
- 1958년 9차 –  네덜란드 암스테르담
- 1957년 8차 –  스페인 바르셀로나
- 1956년 7차 –  이탈리아 로마
- 1955년 6차 –  덴마크 코펜하겐
- 1954년 5차 –  오스트리아 인스부르크(8월 2일-8월 7일)
- 1953년 4차 –  스위스 취리히(8월 3일-8월 8일)
- 1952년 3차 –  독일 슈투트가르트(9월)
- 1951년 2차 –  영국 런던(9월)
- 1950년 1차 –  프랑스 파리(10월 1일-10월 2일)

## 같이 보기
- 천문학회 목록